# たかみ裕紀
たかみ 裕紀（たかみ ゆうき、1月12日 - ）は日本の漫画家。香川県在住。

## 人物・略歴
血液型はB型、好物は和菓子。
2006年、PCゲーム『ななついろ★ドロップス』の漫画版（『電撃G's magazine』連載）にて商業デビュー。作品世界に相応しい甘酸っぱい青春ドラマを描き上げた。
2008年、同作品の掲載雑誌を『電撃G's Festival! COMIC』に移した後、『電撃G's magazine』にて、読者参加企画『おひめさまナビゲーション』の漫画版を連載開始。掲載ペースは異なるが、二作品同時連載をこなす。
両作品完結後、2010年から2017年までライトノベル『ロウきゅーぶ!』の漫画版を連載。同作品のアニメ版にて、劇中漫画の原稿を手掛ける。

## 作品リスト

### 漫画作品
- ななついろ★ドロップス（『電撃G's magazine』2006年11月号 - 2008年8月号、『電撃G's Festival! COMIC』Vol.1 - Vol.12）
- おひめさまナビゲーション（『電撃G's magazine』2008年11月号 - 2010年6月号）
- ロウきゅーぶ!（『電撃G's magazine』2010年10月号 - 2014年6月号 → 『電撃G'sコミック』2014年6月号 - 2017年3月号）
- ロウきゅーぶ！ は〜ふたいむ（『電撃G's Festival! COMIC』Vol.26 - 42 → 『電撃G'sコミック』2015年10月号）
- 天華百剣 -彩-（『電撃G'sコミック』2018年2月号 - 2019年2月号）
- ラブライブ！ School idol diary Special Edition（『ラブライブ!総合マガジン』Vol.1 - 連載中）

### その他
- ななついろ★ドロップス pure!!（ライトノベル、2007年 - 2008年）本文イラスト
- ヴァイスシュヴァルツ（トレーディングカードゲーム、2008年 - 2010年）カードイラスト
- サクジョ! -私立桜ヶ浦学園-（オンラインゲーム、2009年 - 2011年）キャラクターデザイン、イラスト
- 天華百剣シリーズ（メディアミックス作品、2015年）キャラクターデザイン、イラスト